# La Trampa, Michoacán de Ocampo
La Trampa är en ort i Mexiko.   Den ligger i kommunen Tlalpujahua och delstaten Michoacán de Ocampo, i den sydöstra delen av landet, 120 km väster om huvudstaden Mexico City. La Trampa ligger 2 684 meter över havet och antalet invånare är 461.
Terrängen runt La Trampa är kuperad. Runt La Trampa är det ganska tätbefolkat, med 185 invånare per kvadratkilometer. Närmaste större samhälle är El Oro de Hidalgo, 9,4 km nordost om La Trampa. I omgivningarna runt La Trampa växer huvudsakligen savannskog.